# Hendrik Dirk Kruseman van Elten
Hendrik Dirk van Elten Kruseman (Alkmaar, 14 novembre 1829 – Parigi, 12 luglio 1904) è stato un pittore olandese.

## Biografia
Studiò a Haarlem e con Cornelis Lieste, e poi a Germania, Svizzera, Tirolo, Bruxelles ed Amsterdam. Nel 1865 si trasferì a New York, dal 1870 al 1873 tornò a Europa e nel 1883 fu eletto membro della National Academy Museum and School.